# Zet (zespół muzyczny)
Zet – białoruski zespół rockowy, założony w 2000 roku przez lidera grupy N.R.M. Lawona Wolskiego i muzyków grupy Hasta La Fillsta. Członkowie Zet używali pseudonimów, a na swoich koncertach grali w maskach. Szczyt popularności zespołu przypadł na lata 2000–2003, kiedy nagrany został debiutancki album Z Nowym hodam!. Ze względu na tematykę i brzmienie utworów Zet był nazywany „anty-Krambambulą” – w odróżnieniu od tego tworzonego przez tę samą grupę muzyków projektu, prezentującego wówczas pozytywny „restauracyjny pop rock”, Zet charakteryzowały ciężkie, ostre riffy gitarowe oraz przepełnione czarnym humorem teksty. W latach swojej działalności zespół opublikował jeden teledysk – do utworu „Kałhas”. W 2008 roku Zet zawiesił działalność z powodu wyczerpania się idei grupy.

## Skład
- Lawon Wolski (Kanzler) – śpiew, gitara (2000–2008)
- Siarhiej Kananowicz (Strong) – gitara (2000–2008)
- Uład Pluszczau (Akrabat) – gitara basowa (2000–2008)
- Dzmitryj Charytanowicz (Porter) – perkusja (2000–2001)
- Alaksandr Bykau (Manjak) – perkusja (2001–2008)[4]

## Dyskografia

### Albumy studyjne
| Rok  | Dane dot. albumu                                                                                               | Źródło |
| ---- | --- | ------ |
| 2000 | Z Nowym hodam! - Oryginalna pisownia tytułu: З Новым годам! - Data wydania: 31 grudnia 2000 - Wydawca: Kowczeg | [ 5 ]  |
| 2006 | Radzima.com - Data wydania: czerwiec 2006 - Wydawca: GO Records                                                | [ 6 ]  |

### Wydawnictwa, na których znalazły się utwory zespołu
| Rok  | Dane dot. albumu | Utwór                      | Źródło        |
| ---- | --- | -------------------------- | ------------- |
| 2001 | Wolnyja tancy: alternatywa_by - Data wydania: kwiecień 2001 - Wydawca: BMA-group                                       | „Narmalna”                 | [ 7 ] [ 8 ]   |
| 2002 | Hardcoremanija: czadu! - Wydawca: BMA-group                                                                            | „Raz, dwa, try”            | [ 9 ]         |
| 2002 | Personal Depeche - Data wydania: grudzień 2002 - Wydawca: West Records, MSH Records                                    | „Marny (Useless)”          | [ 10 ]        |
| 2004 | Hienierały ajczynnaha roku - Data wydania: 25 kwietnia 2004 - Wydawca: BMA-group                                       | „Kraina durniau”           | [ 11 ]        |
| 2005 | Premjer Tuzin 2005 - Data wydania: listopad 2005 - Wydawca: West Records                                               | „Biełakryły anioł”         | [ 12 ]        |
| 2006 | Pieśni swabody - Data wydania: 22 lutego 2006 - Wydawca: VoliaMusic                                                    | „Radzima-swaboda”          | [ 13 ]        |
| 2006 | Dychać! - Data wydania: 10 lipca 2006 - Wydawca: Huki i malunki                                                        | „Radzima-swaboda”          | [ 14 ] [ 15 ] |
| 2006 | Pieśni swabody-2 - Data wydania: 27 lipca 2006 - Wydawca: VoliaMusic                                                   | „Biełakryły anioł”         | [ 16 ]        |
| 2008 | Premjer Tuzin 2007 - Data wydania: 30 stycznia 2008 - Wydawca: Nowaja Muzycznaja Kampanija                             | „Love Story – Don't Worry” | [ 17 ]        |
| 2009 | Budzma The Best Rock / Budzma The Best Rock/New - Data wydania: listopad 2009 - Wydawca: Budźma Biełarusami, Euroradio | „Raz, dwa, try”            | [ 18 ]        |

## Nagrody i wyróżnienia
15 lipca 2000 roku na Festiwalu Muzyki Młodej Białorusi Basowiszcza Zet otrzymał nagrodę od Białoruskiego Radia Racja. 28 lutego 2006 roku na ceremonii Rok-karanacyja piosenka „Biełakryły anioł” została uznana utworem roku. Przez długi czas znajdowała się też ona w czołówce hitów portalu Tuzin Hitou. Album Radzima.com zajął drugie miejsce w konkursie Mistierija zwuka 2006, będącym zestawieniem najlepiej sprzedających się płyt na Białorusi, w kategorii „hard-rockowy/metalowy album roku”.